# Thugga (stolica tytularna)
Thugga (łac. Diocesis Thuggensis) – stolica historycznej diecezji w Cesarstwie rzymskim w prowincji Afryka Prokonsularna, sufragania metropolii Kartagina. Współcześnie w Tunezji. Obecnie katolickie biskupstwo tytularne.

## Biskupi tytularni
| Lp. | Biskup                       | Funkcja                                                 | Od               | Do               |
| --- | ---------------------------- | ------------------------------------------------------- | ---------------- | ---------------- |
| 1   | Thomas Francis Barry         | biskup koadiutor Chatham (Kanada)                       | 30 września 1899 | 7 sierpnia 1902  |
| 2   | Henri Delalle                | wikariusz apostolski Natal (Związek Południowej Afryki) | 19 grudnia 1903  | 15 lutego 1949   |
| 3   | Edmund Nowicki               | biskup koadiutor gdański                                | 1 grudnia 1956   | 7 marca 1964     |
| 4   | Costante Maltoni             | nuncjusz apostolski                                     | 2 stycznia 1967  | 1 lutego 1980    |
| 5   | Werner Radspieler            | biskup pomocniczy Bambergu (Niemcy)                     | 7 listopada 1986 | 7 marca 2018     |
| 6   | Luis Eduardo González Cedrés | biskup pomocniczy Montevideo (Urugwaj)                  | 11 maja 2018     | 26 września 2023 |
| 7   | Timothy Menezes              | biskup pomocniczy Birmingham (Wielka Brytania)          | 25 kwietnia 2024 |                  |